# علاء الهاشمي
علاء ماجد الهاشمي (1960)، سياسي عراقي. شغل منصب السفير العراقي في ألمانيا واليابان وإسبانيا والكويت لأكثر من 15 عامًا.

## العمل الدبلوماسي
عُيّن علاء الهاشمي في وزارة الخارجية العراقية وشغل منصب:
- السفير العراقي السابق لدى ألمانيا
- السفير العراقي السابق لدى اليابان
- السفير العراقي السابق لدى اسبانيا
- السفير العراقي السابق لدى الكويت

## روابط خارجية
- الموقع الرسمي